# Battersea Bridge
Die Battersea Bridge ist eine Straßenbrücke über den Fluss Themse in London. Sie verbindet den Stadtteil Chelsea im Stadtbezirk Royal Borough of Kensington and Chelsea auf der Nordseite mit dem Stadtteil Battersea im Stadtbezirk London Borough of Wandsworth auf der Südseite. Sie besteht aus fünf gusseisernem Bögen, die auf Pfeilern aus Granit stehen. Über die Brücke führt die Hauptstraße A3220.

## Geschichte
Bis zum 18. Jahrhundert verkehrte an dieser Stelle eine Fähre. Ein im Jahr 1766 vom Parlament verabschiedetes Gesetz erlaubte den Bau einer mautpflichtigen Brücke. Eine Gruppe von fünfzehn Investoren kam für die Baukosten von insgesamt £15.000 auf. Die von Henry Holland entworfene Brücke wurde im November 1771 offiziell eröffnet und bestand aus 19 hölzernen Bögen.
Die Brücke war bei den Flussschiffern nicht sonderlich beliebt, denn die nahe beieinander liegenden Holzbögen erschwerten die Durchfahrt. Oft kenterten Boote und zahlreiche Menschen ertranken. 1795 wurden einige Bögen durch das Einsetzen von Eisenträgern auf das Doppelte verbreitert. William Turner und James McNeill Whistler hielten die Battersea Bridge auf Gemälden fest.
Wie die übrigen mautpflichtigen Brücken in London wurde auch die Battersea Bridge 1878 vom Metropolitan Board of Works erworben. Diese schloss die Brücke 1883, ließ sie 1885 abreißen und durch einen Neubau ersetzen. Verantwortlicher Bauingenieur war Joseph Bazalgette. Die offizielle Eröffnung erfolgte am 31. Juli 1890 durch Lord Roseberry.
Am 20. September 2005 stieß ein mit Kies beladener Lastkahn mit einem Pfeiler zusammen und verursachte große Schäden. Die Brücke war daraufhin bis zum 16. Januar 2006 wegen Reparaturarbeiten geschlossen.